# Ringnes
Ringnes is een Noors biermerk. Het bier wordt gebrouwen in brouwerij Ringnes te Oslo. Ringnes is het best verkochte bier van Noorwegen.

## Varianten
- Ringnes Pilsner, pils, 4,5%
- Ringnes Lite, 4,5%
- Ringnes Lettøl,light bier 2,3%
- Ringnes Extra Gold, 6,5%
- Ringnes Juleøl,kerstbier 4,5% of 6,5%
- Ringnes Julebokk, bokbier 9,9%
- Ringnes Sommerøl, 4,4%